# برج سوزن فضایی
برج سوزن فضایی (به انگلیسی: Space Needle) یک برج تفریحی و دیدبانی شهر سیاتل، واشینگتن در واشینگتن در آمریکا است.
این برج که ۱۸۴ متر ارتفاع دارد، بین سال‌های ۱۹۶۱ تا ۱۹۶۲ به مناسبت نمایشگاه جهانی ساخته شده است.
معماران برج ویکتور استاینبروک و جان گریام نام داشتند.

## نگارخانه

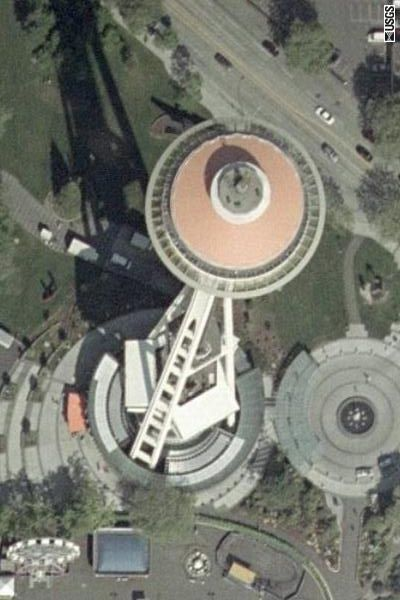
تصویری از برج سوزن فضایی
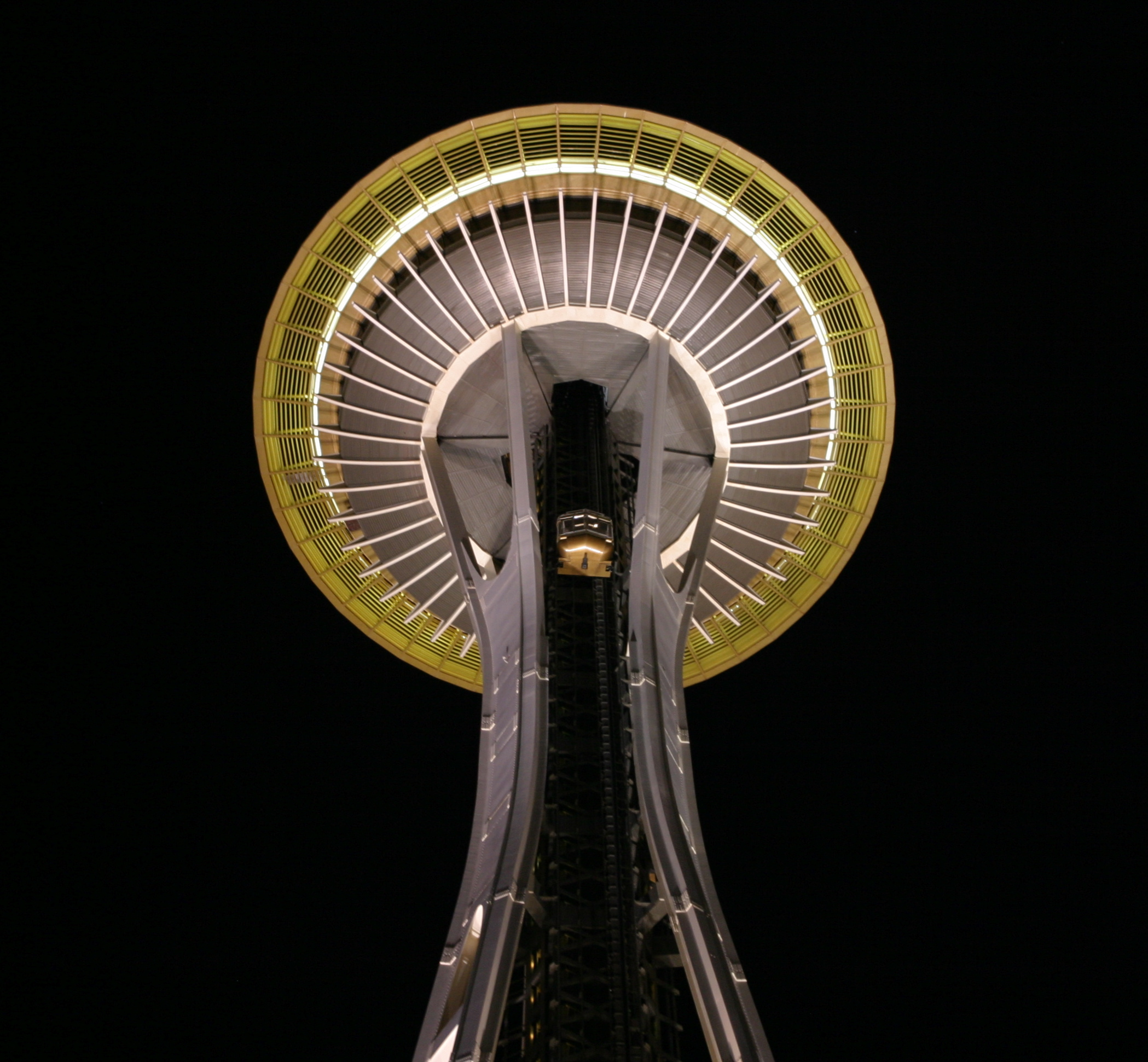
تصویر انتهای برج سوزن فضایی گرفته شده در شب.
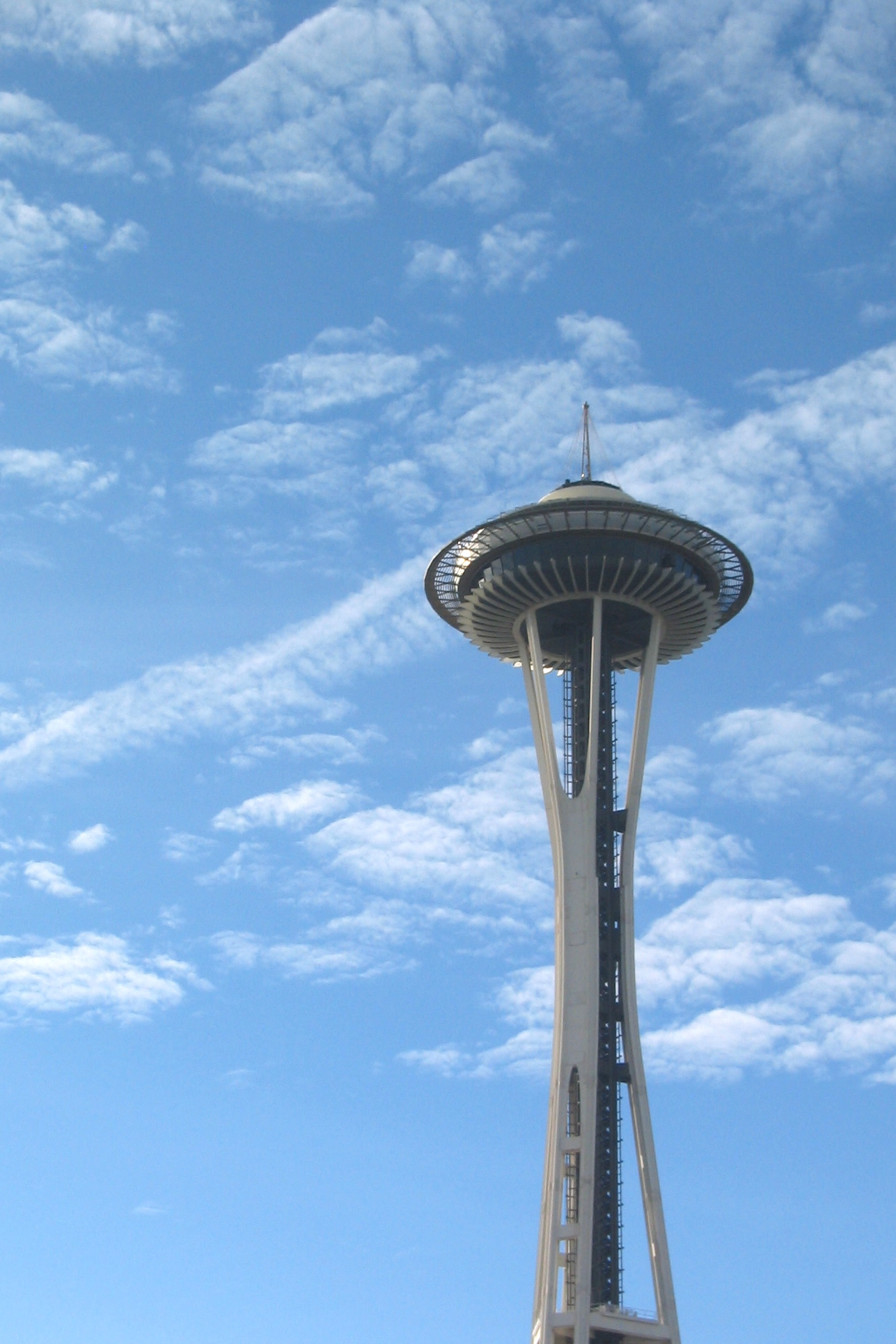
تصویر برج سوزن فضایی گرفته شده از مرکز شهر سیاتل.
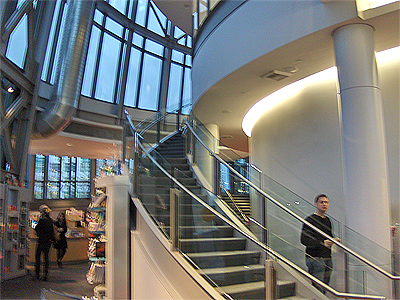
مغازه کادو فروشی در برج سوزن فضایی.
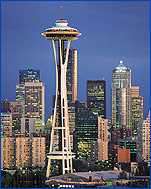
تصویر برج سوزن فضایی در شب از پارک کری سیاتل.
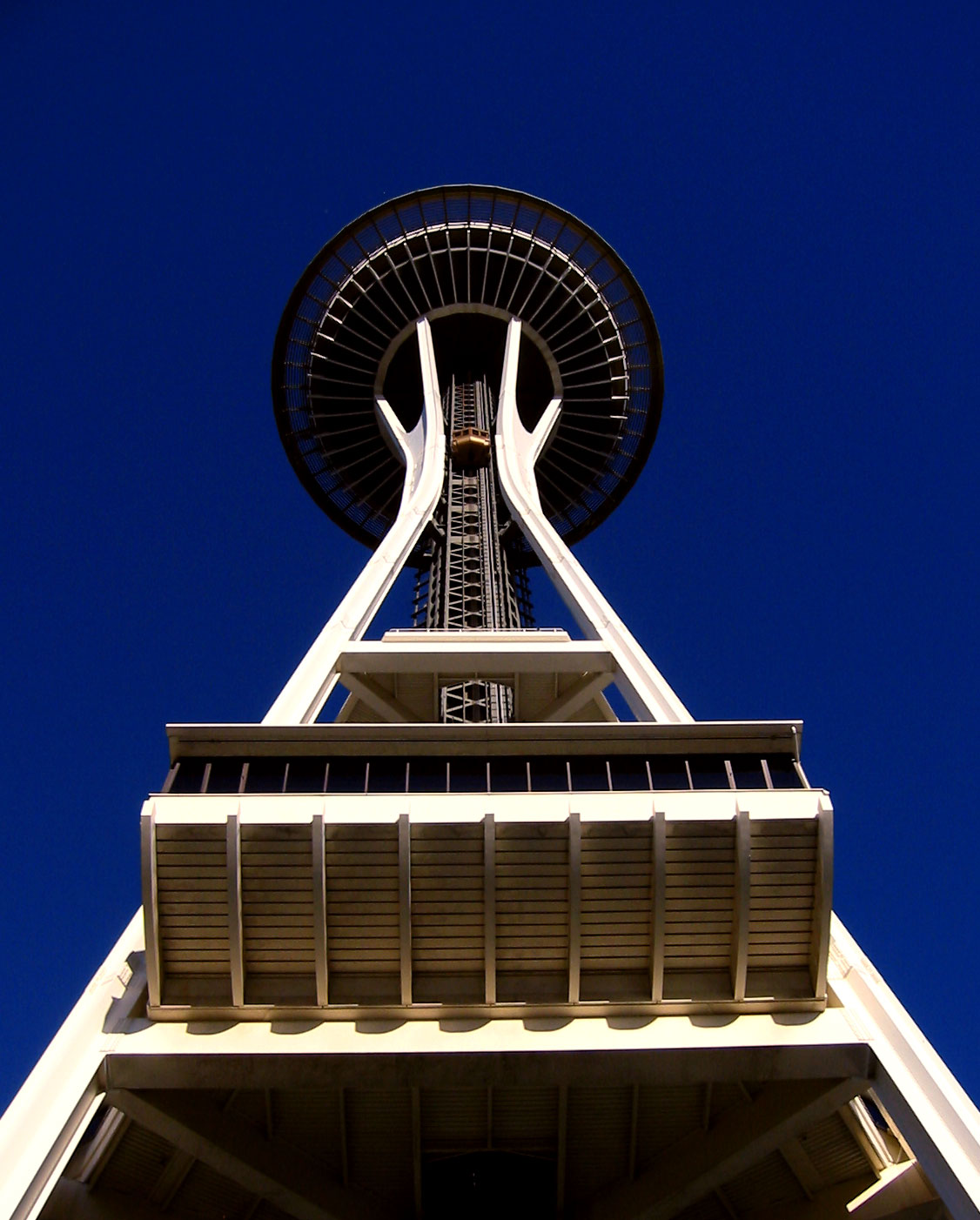
نمایی از پایهٔ سوزن.
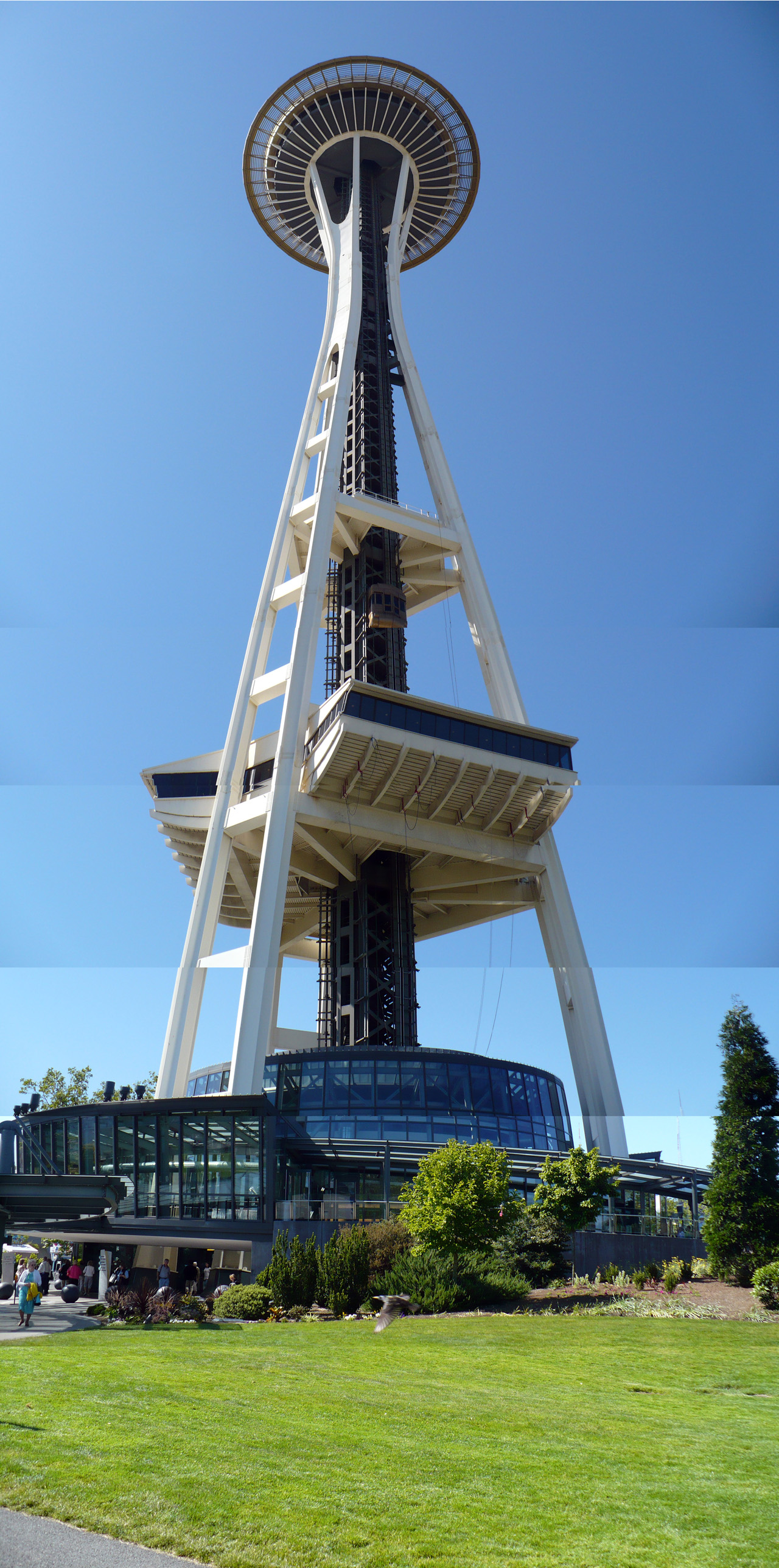
نمای پایین به بالا از شمال شرق برج سوزن فضایی.
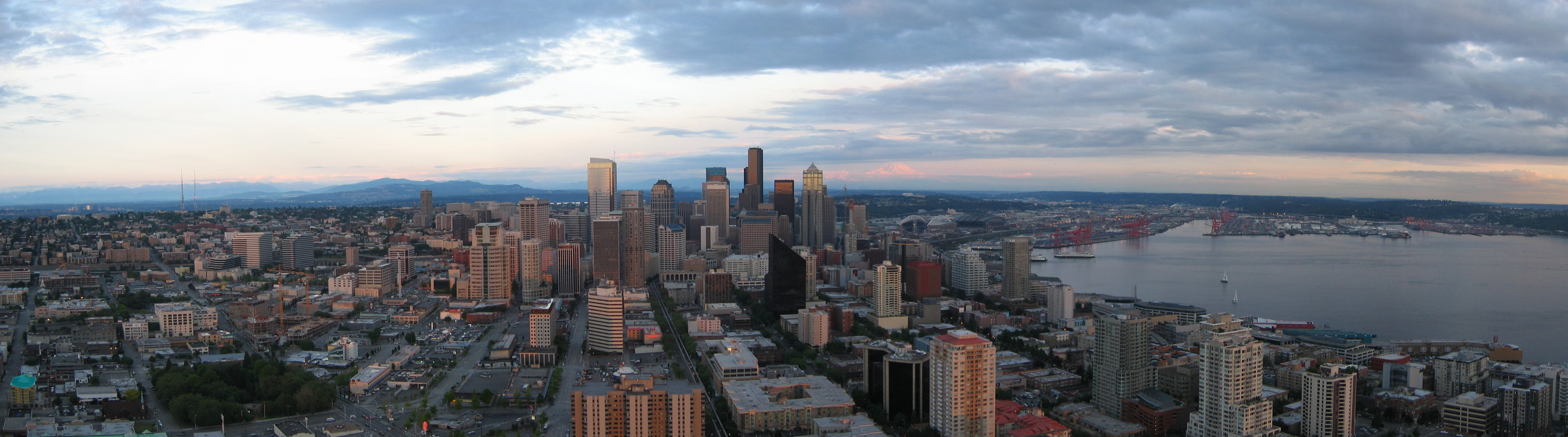
چشم‌انداز سیاتل از درون برج سوزن فضایی.
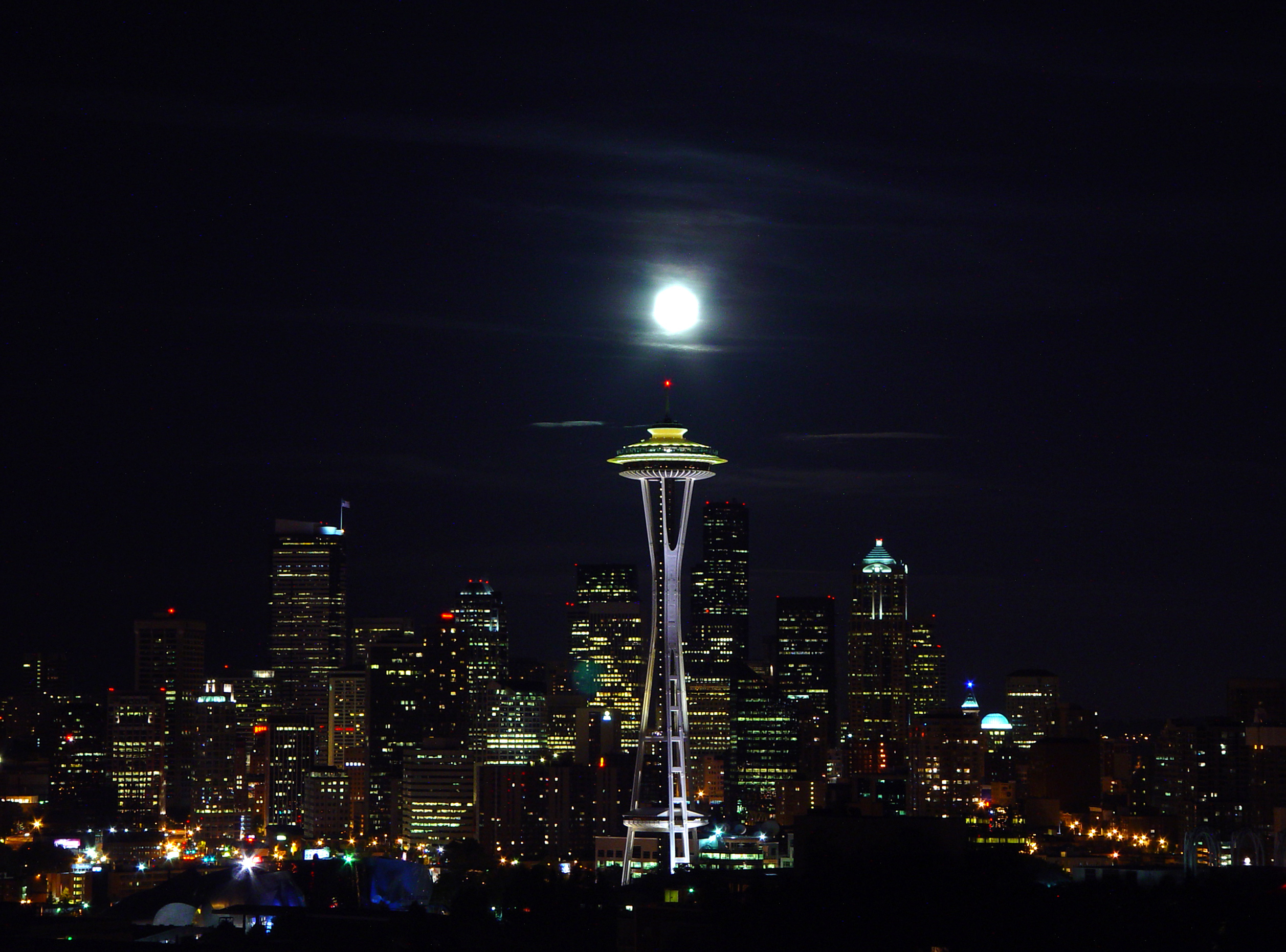
سوزن فضایی در شب.
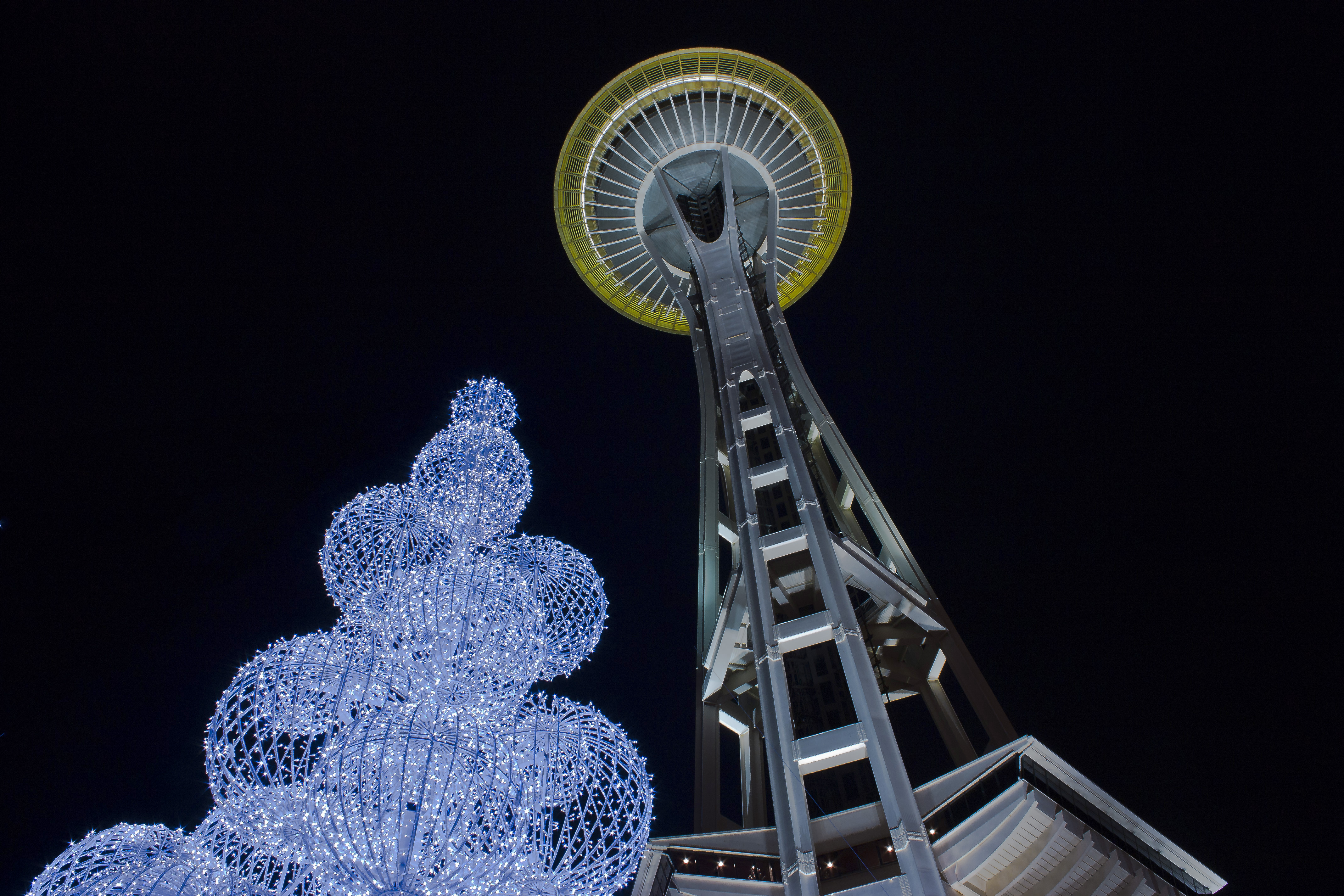
نمایی از سوزن فضایی در طول فصل تعطیلات
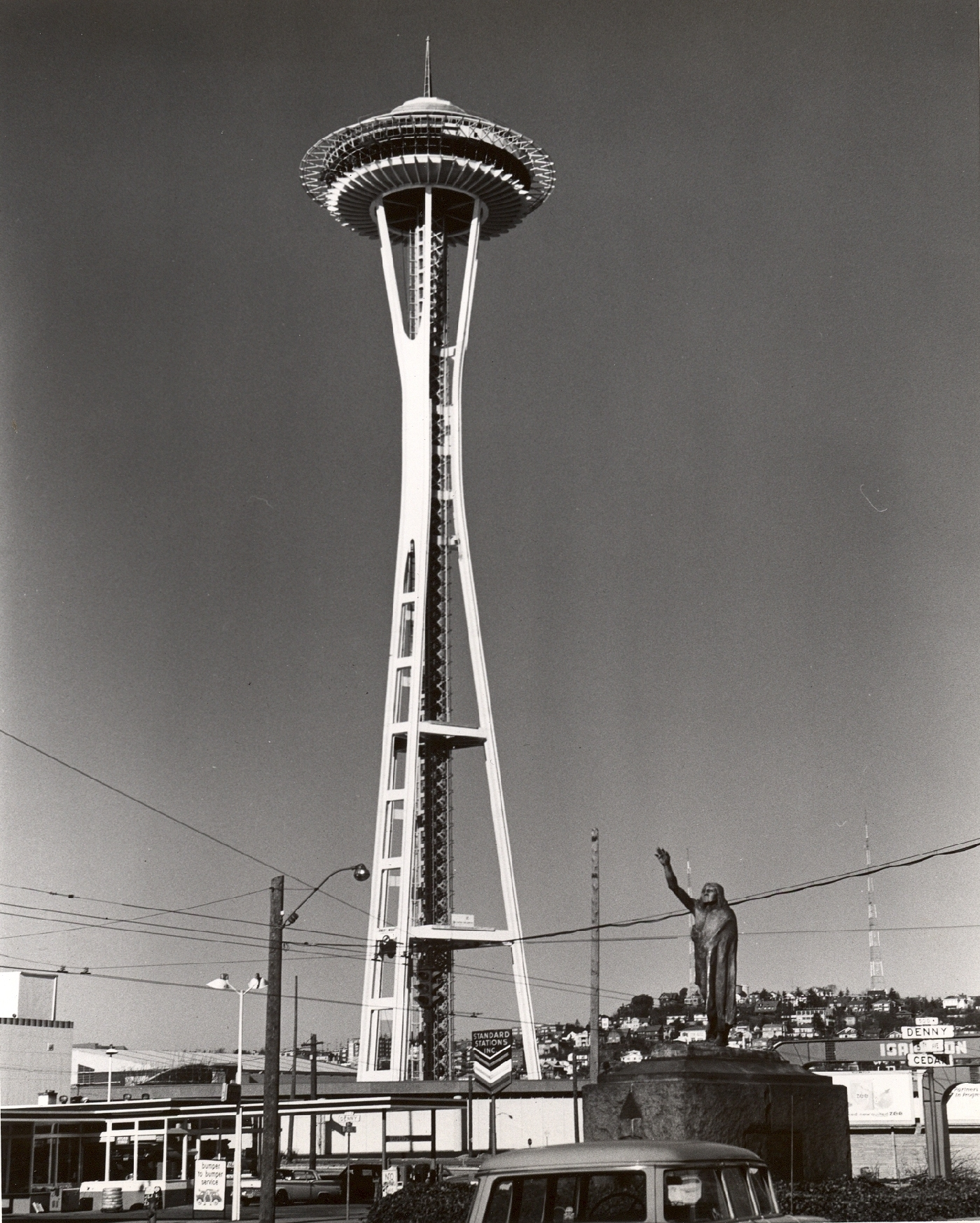
برج سوزن فضایی در دههٔ ۱۹۶۰ میلادی
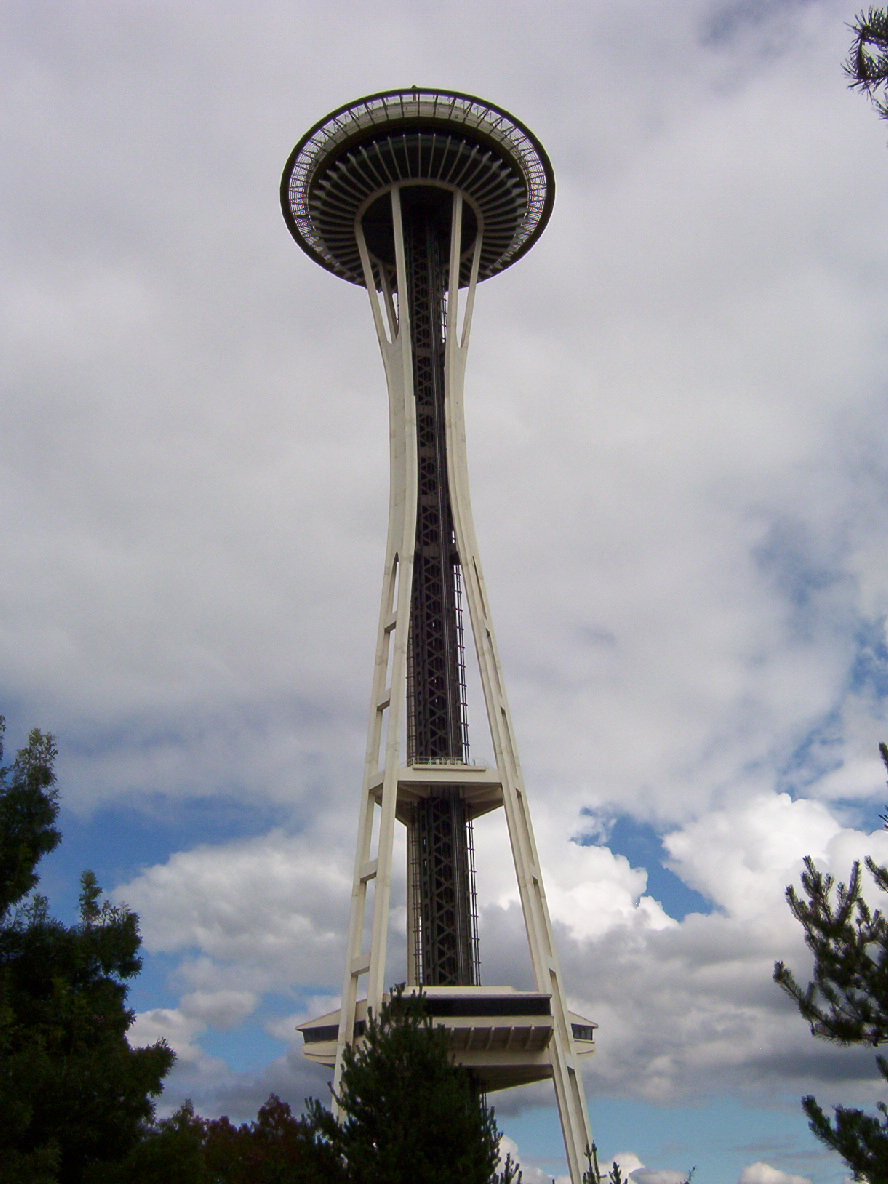
نمایی از سطح زمین در نزدیکی پایهٔ سوزن.
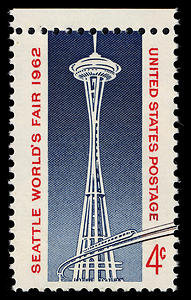
یک تمبر پست یادبودی سال ۱۹۶۲ میلادی
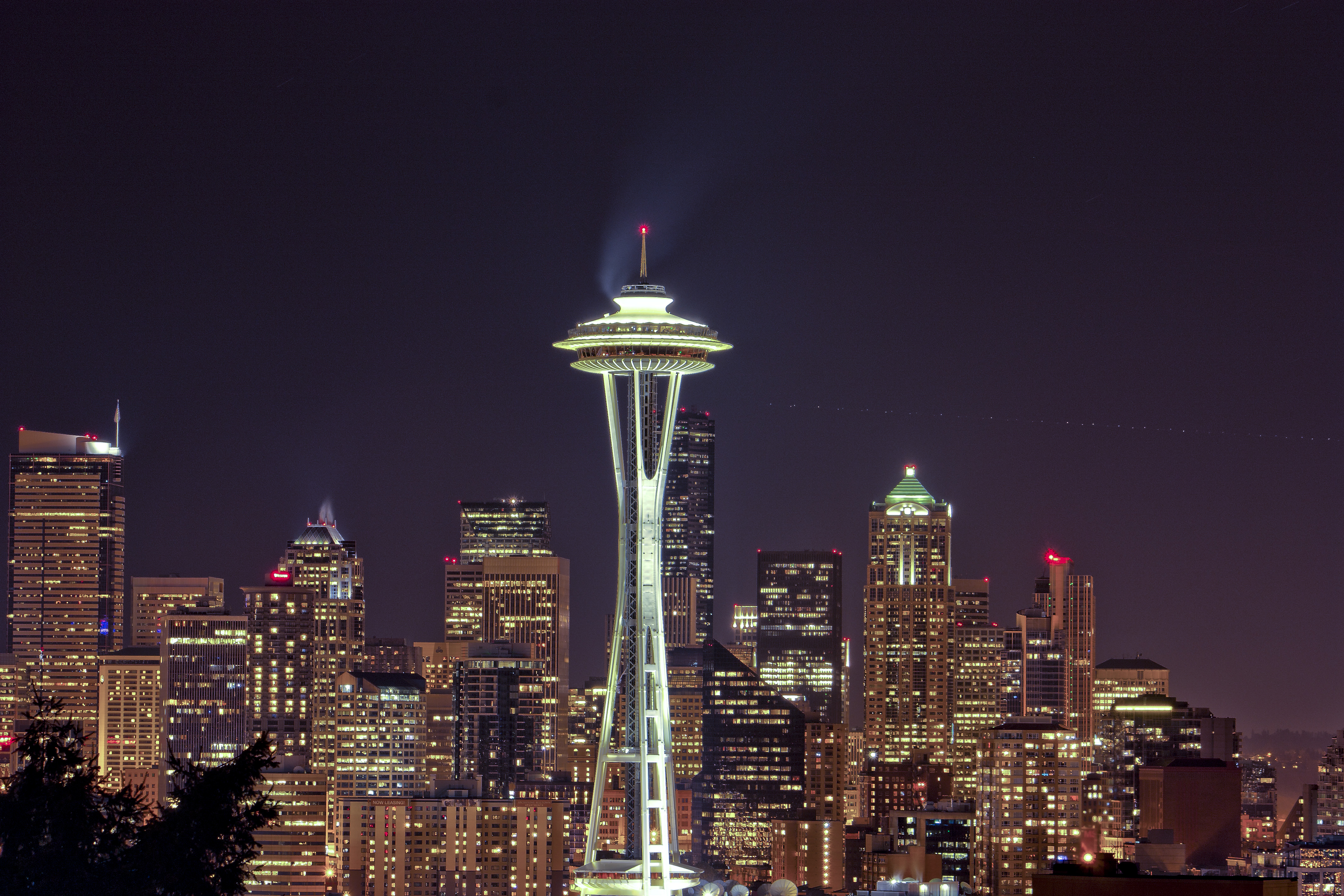
تصویر برج سوزن فضایی در شب از پارک کری و شب صاف نادر.

## جستارهای مربوطه
- ساختمان تاور لایف (سن آنتونیو)